# 고흥군 을
고흥군 을은 대한민국의 옛 국회의원 선거구이다. 당시 전라남도 고흥군의 일부 지역을 관할했다.

## 역사
제헌 국회의원 선거를 앞두고 고흥군의 일부 지역을 관할하는 선거구로 신설되었다. 신설 당시 고흥군 봉래면, 점암면, 과역면, 남양면, 동강면, 대서면, 두원면을 관할했다.
제2대 국회의원 선거를 앞두고 고흥군 갑 선거구에 속해있던 포두면을 편입하고 고흥군 갑 선거구에 두원면을 내주는 선거구 조정이 있었다.
제6대 국회의원 선거를 앞두고 고흥군 갑 선거구와 통합되면서 고흥군 단독 선거구를 이루게 됨에 따라 폐지되었다.

## 역대 국회의원
| 선거   | 정당 | 정당   | 의원   |
| ------ | ---- | ------ | ------ |
| 1948년 |      | 단민당 | 유성갑 |
| 1950년 |      | 무소속 | 서민호 |
| 1954년 |      | 자유당 | 송경섭 |
| 1958년 |      | 자유당 | 박철웅 |
| 1960년 |      | 무소속 | 서민호 |

## 역대 선거 결과

### 대한민국 제헌 국회의원 선거
|  | 53.63% |

|  | 46.36% |

### 대한민국 제2대 국회의원 선거
|  | 81.74% |

|  | 18.85% |

|  | 0% |

### 대한민국 제3대 국회의원 선거
|  | 54.89% |

|  | 13.74% |

|  | 13.07% |

|  | 9.32% |

|  | 8.94% |

### 대한민국 제4대 국회의원 선거
|  | 34.65% |

|  | 32.14% |

|  | 31.68% |

|  | 1.50% |

### 대한민국 제5대 국회의원 선거
|  | 59.68% |

|  | 30.47% |

|  | 7.36% |

|  | 2.47% |